# Cold Dark Place
Cold Dark Place è un EP del gruppo metal statunitense Mastodon, pubblicato nel 2017 dalla Reprise Records.

## Descrizione
I brani North Side Star, Blue Walsh e Cold Dark Place provengono dalle sessioni di registrazione dell'album del 2014 Once More 'Round the Sun, mentre Toe to Toes è stata registrata durante quelle del precedente Emperor of Sand.

## Tracce
1. North Side Star – 6:10
2. Blue Walsh – 5:13
3. Toe to Toes – 4:29
4. Cold Dark Place – 5:59

## Formazione
- Troy Sanders – basso, tastiere, voce
- Brann Dailor – batteria, voce
- Brent Hinds – chitarra solista, voce
- Bill Kelliher – chitarra ritmica, cori